# Ośmiorniczka (film)
Ośmiorniczka (ang. Octopussy) – trzynasty film wytwórni EON Productions o przygodach Jamesa Bonda z 1983 w reżyserii Johna Glena. Film jest oparty na opowiadaniu Własność pewnej damy (From a View to a The Property of a Lady) autorstwa Iana Fleminga, zamieszczonego w zbiorze Ośmiorniczka. W postać brytyjskiego agenta wcielił się po raz szósty Roger Moore.

## Fabuła

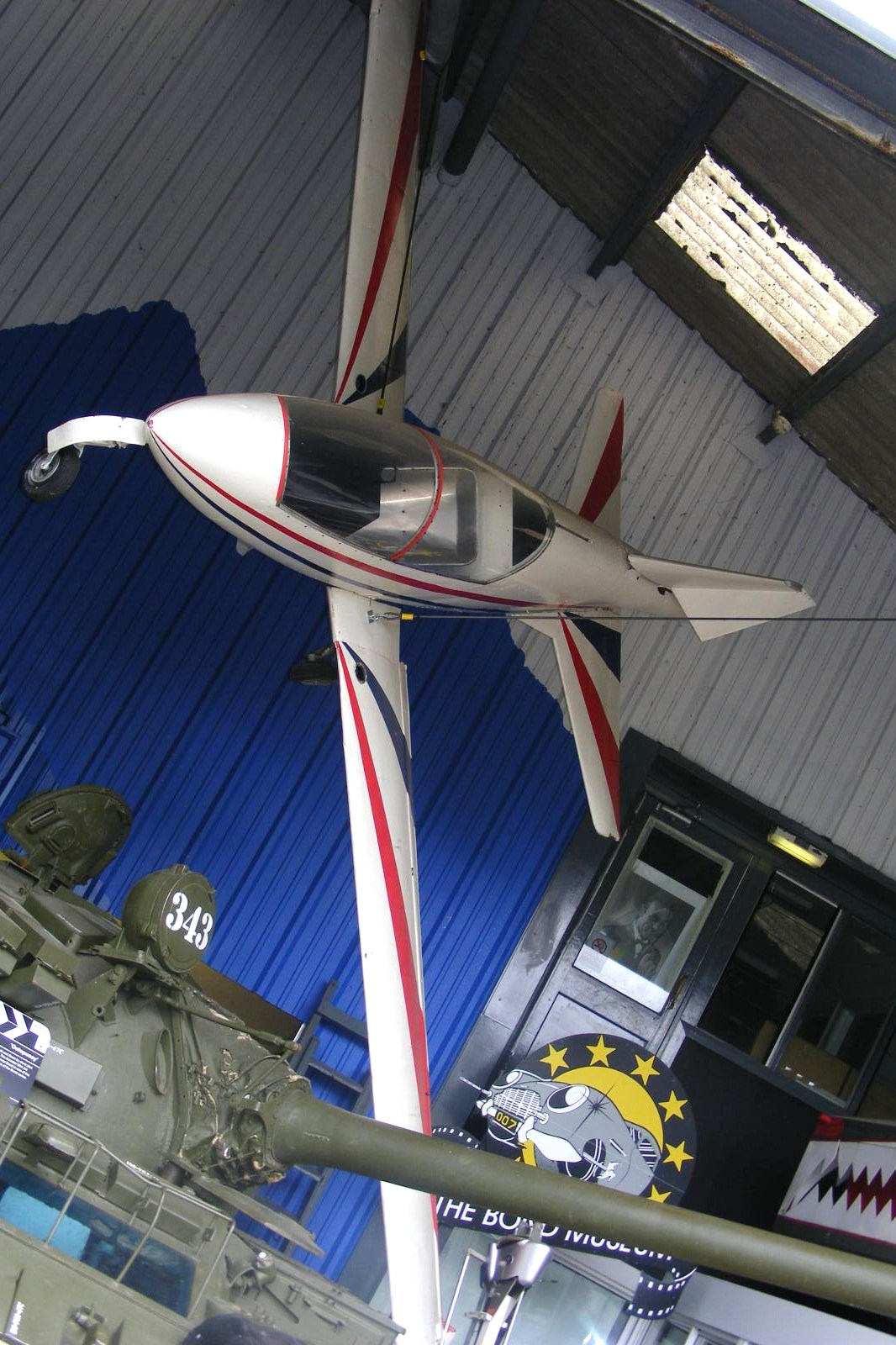
Samolot Acrostar

Film rozpoczyna się od wysadzenia przez agenta 007 hangaru ze sprzętem wojskowym w jednym z krajów Ameryki Łacińskiej.
Ranny brytyjski agent 009 dostarcza imitację jajka Fabergé do ambasady brytyjskiej w Niemczech, a zaraz potem ginie w niewyjaśnionych okolicznościach. Klejnot trafia na licytację, podczas której James Bond rywalizuje z Kamal Khanem – afgańskim księciem mieszkającym na uchodźstwie w Indiach. W czasie licytacji Bond podmienia jajko na imitację z Niemiec i umyślnie przegrywa aukcję. Udaje się do Indii, gdzie wygrywa znaczną ilość pieniędzy grając z Khanem w kości. Rozzłoszczony książę każe zabić Bonda, podejrzewając go o znajomość planów przemytu klejnotów. Bondowi udaje się uciec. Spotyka się z Magdą – kochanką Kamala, z którą spędza noc. Magda kradnie prawdziwe jajko z celowo zamontowanym nadajnikiem. Ludzie Kamala uprowadzają Bonda do górskiej posiadłości księcia. Tam 007 dowiaduje się o dziwnych planach Khana i radzieckiego generała Orłowa oraz niejakiej Ośmiorniczki. Bondowi udaje się uciec, po czym odnajduje Ośmiorniczkę. Okazuje się, że jest to córka byłego znajomego Bonda, która zajmuje się teraz przemytem diamentów na wielką skalę. Zaprzyjaźnia się z nią, spędzają wspólnie noc. Następnie ktoś próbuje zabić Bonda, demolując przy tym willę Ośmiorniczki. Następnego dnia kobieta udaje się do Niemiec, gdzie w bazie amerykańskich sił powietrznych występuje jej cyrk. Bond przybywa tam również i w ostatniej chwili rozbraja bombę atomową podłożoną przez Kamala i generała Orłowa. Wybuch tej bomby spowodowałby nakaz rozbrojenia atomowego dla NATO. Na koniec Ośmiorniczka wraz ze swoją drużyną oraz Jamesem Bondem mści się na Kamalu.

## Produkcja
W tym samym czasie co "Ośmiorniczka" powstawał konkurencyjny film „Nigdy nie mów nigdy więcej”, w którym po długiej przerwie do roli Bonda powrócił Sean Connery. Prace przygotowawcze nad Ośmiorniczką rozpoczęły się w 1981 roku. Wybierano m.in. wiodące lokacje. Zdecydowano się na Indie. Scenograf filmu Peter Lamont, przed rozpoczęciem produkcji bardzo często odwiedzał ten kraj. W czasie jednej z podróży do Indii, samolot, którym leciał, został uprowadzony przez porywaczy. Wszystko skończyło się dobrze, w czasie odbijania samolotu, zabito jednego z porywaczy. Problemem okazało się obsadzenie roli głównej. Roger Moore miał już dosyć grania postaci, testowano więc nowych potencjalnych odtwórców. Screentesty przeszedł np. Michael Brighton oraz James Brolin. Roger Moore po namowach zgodził się jeszcze raz zagrać Jamesa Bonda. Rolę tytułową powierzono szwedzkiej aktorce Maud Adams, której, podobnie jak w Człowieku ze złotym pistoletem, partnerowała rodaczka. Tym razem była to Kristina Wayborn. Księcia Khamala zagrał Louis Jourdan. Zdjęcia do filmu ruszyły 10 sierpnia 1982 roku pod Murem Berlińskim. Ekipa zostawiła na murze napis: „007 tu był. Ośmiorniczka”. Pod koniec sierpnia ekipa przeniosła się do bazy RAF w Northolt, gdzie nakręcono sekwencję początkową. Następnie część filmowców ruszyła do USA, by sfilmować finałową scenę walki Gobindy i Bonda na dachu samolotu. Następnym miejscem sfilmowania kilku scen było studio Pinewood. Zaraz potem ekipa ruszyła na plan do Indii. Aktorzy mieszkali w pałacu Maharamy. Zdjęcia spowalniał i utrudniał wszechobecny tłok, uniemożliwiający bezpieczne i sprawne prace. W tym samym czasie w Anglii druga ekipa kręciła sceny z pociągiem Khana i Ośmiorniczki. W trakcie prac kaskader uległ bardzo poważnemu wypadkowi, w szpitalu spędził 6 miesięcy. Był to najpoważniejszy wypadek na planie. W październiku ekipa powróciła do Anglii, gdzie nakręcono pozostałe sceny (atak na monsunowy Pałac, sceny w cyrku i wnętrza). Zdjęcia zakończono w styczniu 1983 roku. 

## Obsada
- Roger Moore – James Bond
- Maud Adams – Ośmiorniczka
- Louis Jourdan – Kamal Khan
- Kristina Wayborn – Magda
- Kabir Bedi – Gobinda
- Steven Berkoff – generał Orłow
- Vijay Amritraj – Vijay
- David Meyer – Miszka
- Tony Meyer – Griszka
- Robert Brown – M
- Geoffrey Keen – minister obrony Sir Frederick Gray
- Walter Gotell – generał Gogol
- Albert Moses – Sadruddin
- Desmond Llewelyn – Q
- Lois Maxwell – Panna Moneypenny
- Michaela Clavell – Penelope Smallbone
- Peter Porteous – Lenkin
- Tony Arjuna – mufti
- William Derrick – Yo-Yo Thug
- Dermot Crowley – starszy lejtnant Kamp
- Bruce Boa – generał porucznik Peterson
- Richard LeParmentier – podpułkownik Stewart
- Douglas Wilmer – Jim Fanning
- Philip Voss – aukcjoner
- Paul Hardwick – Leonid Breżniew
- Eva Rueber-Staier – panna Rublewicz
- Gabor Vernon – Borchoi
- Suzanne Jerome – Gwendoline
- Cherry Gillespie– Midge
- Andy Bradford – 009
- Patrick Barr – brytyjski ambasador
- Jennifer Hill – żona brytyjskiego ambasadora
- Hugo Bower – Karl
- Gertan Klauber – Bubi
- Brenda Cowling – Schatzi
- Richard Graydon – Francisco Nieustraszony
- Ken Norris – pułkownik Toro
- Tina Hudson – Bianca